# Francis Couvreur
Francis Couvreur (Brugge, 11 december 1968) is een gewezen Belgische voetballer. Hij speelde als aanvaller onder meer voor KRC Harelbeke, KSV Roeselare en Club Brugge. Hij kwam ook uit voor verscheidene clubs uit de lagere voetbaldivisies.

## Carrière
De in Brugge geboren Francis Couvreur sloot op zich op jonge leeftijd aan bij de opleiding van Club Brugge. In 1988 werd hij door trainer Henk Houwaart in de A-kern opgenomen. Maar de jonge aanvaller kwam niet aan spelen toe. De weelde in de aanvalslinie was groot met spelers als Marc Degryse, Kenneth Brylle, Frank Farina en Dimitri M'Buyu. 
Op 9 september 1989 maakte de 21-jarige aanvaller zijn debuut. Georges Leekens was toen hoofdcoach bij blauw-zwart. Couvreur mocht invallen voor Farina in de thuiswedstrijd tegen AA Gent. Het was de eerst en laatste keer dat seizoen dat hij in actie kwam. Een jaar later kwam de grote doorbraak er ook niet. Leekens deed slechts twee keer een beroep op Couvreur, die op het einde van het seizoen andere oorden opzocht.
De West-Vlaamse goalgetter trok naar tweedeklasser KFC Eeklo. Na één seizoen verhuisde de aanvaller naar reeksgenoot KV Oostende. Hij werd er een vaste waarde en viel er op als een snelle en technisch sterke spits. Oostende bereikte de eindronde en dwong zo de promotie af. Couvreur bleef echter in Tweede Klasse en tekende een contract bij het KRC Harelbeke van trainer Marc Millecamps.
Bij Harelbeke maakte Couvreur een succesvolle periode mee. Hij werd samen met Joris De Tollenaere een vaste waarde in de aanval van Harelbeke, dat in die dagen kon rekenen op namen als Hein Vanhaezebrouck en Kurt Deltour. Couvreur scoorde 14 keer dat jaar. Het seizoen nadien werd Houwaart de nieuwe coach. Onder zijn leiding dwong de club via de eindronde de promotie af. Deze keer steeg Couvreur wel mee naar Eerste Klasse. Maar na reeds één seizoen hield hij het weer voor bekeken.
Hij trok gedurende twee seizoenen naar derdeklasser KSV Roeselare. In 1998 werd de club kampioen in Derde Klasse. Maar Couvreur bleef na de titel in Derde Klasse en verhuisde voor één jaar naar het KSV Ingelmunster van trainer Jan Ceulemans, met wie Couvreur nog bij Club Brugge speelde. In 1999 vertrok zowel Ceulemans als Couvreur. De jaren nadien speelde de aanvaller nog voor KVK Ninove, SV Wevelgem City, White Star Lauwe, KEG Gistel, KFC Varsenare, KSK Heist en KSV Pittem.